# アレキサンダー・シュライハー ASW 27
アレキサンダー・シュライハー ASW 27
ASW 27
- 用途：グライダー
- 設計者：ゲルハルト・ワイベル
- 製造者：アレキサンダー・シュライハー
- 初飛行：1995年4月3日
- 生産数：237機（ASW 27 B含む）
- 生産開始：1995年
- 運用状況：運用中

アレキサンダー・シュライハー ASW 27はアレキサンダー・シュライハーが製造していた複合素材製の15mクラス単座グライダーである。機種名の「W」は設計者ゲルハルト・ワイベルのファミリーネームの頭文字から取られている。

## 概要
ASW 27はASW 20の後継機として設計された15mクラスの機体である。ASW 27には抵抗が非常に少ないASW 24の胴体の設計が利用され、水平尾翼、フラップ付きの主翼、翼胴結合部は新たに設計された。
派生形のASW 27 Bは水袋に代わって水バラストを搭載し、ASW 27よりも大きなウィングレットを取り付け、更にフラップの段階を1つ増やした。
ASW 27には18mへの延長翼を取り付けられる派生形やエンジンを取り付けた派生形は存在しない。同じクラスに属し、18mへの翼の延長もエンジンの取り付けも行えるASG 29が登場したことにより、ASW 27の製造は2009年に終了している。

## 仕様

### 一般特性
- 乗員:1
- スパン:15.0m
- 全長:6.5m
- 全高:1.3m
- 翼面積9.0m2
- アスペクト比:25
- 空虚重量:235kg
- 最大重量:500kg
- 水バラスト:180l
- 最大翼面荷重55.5kg/m2

### 性能
- 最小沈下:0.5m/s
- 最良滑空比:48